# Dan najlepših sanj
»Dan najlepših sanj« (angl. »The Brightest Day«) je slovenska evrovizijska skladba Regine iz leta 1996. Avtor glasbe in besedila je Aleksander Kogoj, Reginin soprog.

## EMA 1996
10. februarja 1995 se je predstavila na 3. izvedbi EME, v studiu RTV Slovenija. Skladba je po mnenju strokovne žirije 12 slovenskih radijskih postaj med enajst udeleženci zmagala z 118 točkami in tako šla na Evrovizijo.
12 točk so prispevale radijske postaje Ognjišče, Koroški, Kranj, Celje, Murski val, Maribor; po 10 točk (Studio D, Trbovlje, Slovenija); 8 točk (Koper) in po 4 točke (Šmarje pri Jelšah, Ptuj).

## Evrovizija 1996
Prvič so se pomerili v kvalifikacijah. Te niso bile nikoli predvajane, EBU je poslušal samo posnetke in 22 od 29 držav se je uvrstilo v finale. Slovenija je zasedla 19. mesto (30 točk). 
18. maja 1996 je Regina nastopila na velikem finalu Evrovizije v Oslu na Norveškem in z 17 točkami zasedla 20. mesto. Skupaj je nastopilo 23 držav.

## Zasedba

### Produkcija
- Aleksander Kogoj – glasba, besedilo (slovensko)
- Catherine Lapkovsky – besedilo (angleško)
- Jože Privšek – aranžma, producent

### Studijska izvedba
- Regina – vokal